# Europe '72 Volume 2
Europe '72 Volume 72 je koncertní dvojalbum skupiny Grateful Dead. Album vyšlo 20. září 2011 u Grateful Dead Records. Album bylo nahráno v roce 1972 při evropském turné.

## Seznam skladeb
| Disk 1 | Disk 1                   | Disk 1             | Disk 1 |
| Pořadí | Název                    | Autor              | Délka  |
| ------ | ------------------------ | ------------------ | ------ |
| 1.     | Bertha                   | Garcia, Hunter     | 5:53   |
| 2.     | Me and My Uncle          | Phillips           | 3:13   |
| 3.     | Chinatown Shuffle        | McKernan           | 2:38   |
| 4.     | Sugaree                  | Garcia, Hunter     | 6:56   |
| 5.     | Beat It On Down The Line | Fuller             | 3:11   |
| 6.     | Loser                    | Garcia, Hunter     | 6:29   |
| 7.     | Next Time You See Me     | Harvey, Forest     | 4:57   |
| 8.     | Black-Throated Wind      | Weir, Barlow       | 6:00   |
| 9.     | Dire Wolf                | Garcia, Hunter     | 4:46   |
| 10.    | Greatest Story Ever Told | Weir, Hart, Barlow | 4:52   |
| 11.    | Deal                     | Garcia, Hunter     | 5:05   |
| 12.    | Good Lovin'              | Clark, Resnick     | 12:09  |
| 13.    | Playing in the Band      | Weir, Hart, Hunter | 11:55  |

| Disk 2         | Disk 2                          | Disk 2                                                 | Disk 2 |
| Pořadí         | Název                           | Autor                                                  | Délka  |
| -------------- | ------------------------------- | ------------------------------------------------------ | ------ |
| 1.             | Dark Star                       | Garcia, Hart, Kreutzmann, Lesh, McKernan, Weir, Hunter | 19:49  |
| 2.             | Drums                           | Kreutzmann                                             | 2:24   |
| 3.             | The Other One                   | Kreutzmann, Weir                                       | 30:27  |
| 4.             | Sing Me Back Home               | Haggard                                                | 10:58  |
| 5.             | Not Fade Away                   | Petty, Holly                                           | 4:24   |
| 6.             | Goin' Down the Road Feeling Bad | trad., arr. by Grateful Dead                           | 6:08   |
| 7.             | Not Fade Away                   | Petty, Hardin                                          | 2:45   |
| Celková délka: | Celková délka:                  | Celková délka:                                         | 155:01 |

## Sestava
- Jerry Garcia – sólová kytara, zpěv
- Bob Weir – rytmická kytara, zpěv
- Phil Lesh – basová kytara, zpěv
- Donna Jean Godchaux – zpěv
- Keith Godchaux – piáno
- Bill Kreutzmann – bicí
- Ron „Pigpen“ McKernan – varhany, harmonika, perkuse, zpěv